# 陈亮 (全国人大代表)
陈亮（1974年12月—），男，汉族，山西临猗人，中国共产党党员。中华人民共和国政治人物、第十三届全国人民代表大会新疆维吾尔族自治区代表。

## 生平
2018年，陈亮被选为新疆维吾尔族自治区出席第十三届全国人民代表大会代表。